# Hans Krebs (generaal)
Hans Krebs (Helmstedt, 4 maart 1898 – Berlijn, 2 mei 1945) was een Duits infanteriegeneraal tijdens de Tweede Wereldoorlog. Van 1 april 1945 tot 30 april 1945 was Krebs chef van de Generale Staf van het leger (GenStH).
Aan het einde van de oorlog was hij als een der laatsten aanwezig in de Führerbunker, waar hij zelfmoord pleegde. Zijn lichaam werd gevonden door Hitlers lijfwacht, Rochus Misch.

## Functies bekleed
- Militair attaché in Moskou (Krebs sprak vloeiend Russisch), vanaf 1936 – 1939
- Chef van de Heeres Training Sectie, vanaf 1939
- Chef van de Staf VII Corps, vanaf 1939 - 1942
- Chef van de Staf 9. Armee, Oostfront, vanaf 1942 - 1943
- Chef van de Staf Heeresgruppe Mitte, Oostfront, vanaf 1943 - 1944
- Chef van de Staf Heeresgruppe B, Westfront, vanaf 1944- 1945
- Plaatsvervangend Chef van de Heeres Generale Staf (OKH), vanaf 1945
- Chef van de Generale Staf Heer (GenStH) (OKH), vanaf 1 april – 1 mei 1945

## Militaire loopbaan
- Kriegsfreiwilliger: 3 september 1914[3]
- Fahnenjunker: 27 november 1914[3]
- Fahnenjunker-Gefreiter: 11 december 1914[3]
- Fahnenjunker-Unteroffizier: 5 januari 1915[3]
- Fähnrich: 22 maart 1915[3]
- Leutnant: 18 juni 1915[3]
- Oberleutnant: 31 juli 1925[3]
- Hauptmann: 1 oktober 1931[3]
- Major: 1 januari 1936[3]
- Oberstleutnant: 1 februari 1939[3]
- Oberst: 1 oktober 1940[3]
- Generalmajor: 1 februari 1942[3]
- Generalleutnant: 1 april 1943[3]
- General der Infanterie: 1 augustus 1944[3]

## Decoraties
- Ridderkruis van het IJzeren Kruis (nr.2843) op 26 maart 1944 als Generalleutnant en Chef van de Generale Staf van Heeresgruppe Mitte[3][6][7]
- Ridderkruis van het IJzeren Kruis met Eikenloof (nr.749) op 20 februari 1945 als General der Infanterie en Chef van de Generale Staf van Heeresgruppe B[3][6][7]
- Duitse Kruis in goud op 26 januari 1942 als Oberst in Generalstab in het 9. Armee[3][7][8]
- IJzeren Kruis 1914, 1e Klasse (6 februari 1917)[3][7][9] en 2e Klasse (22 augustus 1915)[3][7][9]
- Dienstonderscheiding van Leger en Marine voor (25 dienstjaren)[3]
- Gewondeninsigne 1918 in zwart[3][9]
- Ridderkruis in de Huisorde van Hohenzollern met Zwaarden[9]
- Erekruis voor Frontstrijders in de Wereldoorlog[3]
- Herhalingsgesp bij IJzeren Kruis 1939, 1e Klasse (18 mei 1940)[3][7] en 2e Klasse (14 mei 1940)[3][7]
- Medaille Winterschlacht im Osten 1941/42
- Kruis voor Militaire Verdienste (Brunswijk), 1e Klasse[3][9] en 2e Klasse[3][9]
- Bronzen Ereteken voor Volharding bij het Kruis voor Militaire Verdienste (Brunswijk)[3]
- Friedrich August-Kruis, 1e Klasse[3] en 2e Klasse[3]